# Уусикаарлепюу
У́усика́арлепюу (фин. Uusikaarlepyy), Ню́карлебю (швед. Nykarleby) — город и община Финляндии, расположенный в провинции Остроботния. Община двуязычная, большинство говорит на шведском (89%) и финском (8%). Население составляет 7500 человек.
Соседними общинами являются Каухава, Педерсоре, Пиетарсаари, Вёйри.

## История
Долгое время населенный пункт был известен под названием Нюкарлебю — «Новое Карлебю» — парным к шведскому названию другого финского города Гамлекарлебю — «Старое Карлебю» — ныне Коккола.
Церковный приход Уусикаарлепюу появился в 1607 году. Деревня Лепуа в этом новом приходе, была преобразована в город Никарлеби в 1620 году. В 1648 году здесь была основана резиденция губернатора, а в 1652 году город стал столицей округа Каарлепори (Kaarleporin kreivikunta).
В сентябре 1808 года Уусикаарлепеюу стал местом битвы при Ютасе русско-шведской войны (1808-1809). Об этом сражении повествуют рассказы Йохана Рунеберга из книги Сказки прапорщика Стола (1848).
Крупнейшими предприятиями в городе являются Prevex (KWH Group), производитель упаковки и трубопроводов, Westwood, который производит деревянные лестницы, и KWH Mirka, производитель абразивных материалов с покрытием в деревне Йеппо.

## Известные жители
- Захариас Топелиус, писатель
- Эрик Бергман, композитор
- Лео Комаров, хоккеист
- Сандра Эрикссон, бегунья на длинные дистанции
- Андерс Энгстрём, режиссер
- Гёста Агрен, поэт и режиссер
- Александр Найман, флорболист